# 植木宏和
植木 宏和（うえき　ひろかず、1976年5月15日 - ）は、大分県大分市出身の元ハンドボール選手。
大分電波高等学校（現・大分国際情報高等学校）から福岡大学へ入学。大学卒業後の1999年に当時日本ハンドボールリーグ2部だったアラコ九州（後のトヨタ紡織九州レッド・トルネード）へと入団した。2000年にはチームは1部昇格、後にチームのキャプテンを務めた。
2008年3月に引退。